# Scholia
Scholia (l.poj. scholion, gr. σχόλιον „komentarz”) – komentarze i uwagi typu filologicznego i historycznego zachowane na marginesach greckich i łacińskich rękopisów. Pochodzą głównie z okresu bizantyjskiego. Pisane były zwykle przez anonimowych autorów (scholistów). Mają ogromną wartość, ponieważ dostarczają cennych informacji o pracach jeszcze starszych, które nie zachowały się do czasów nowożytnych.